# Biquaternion

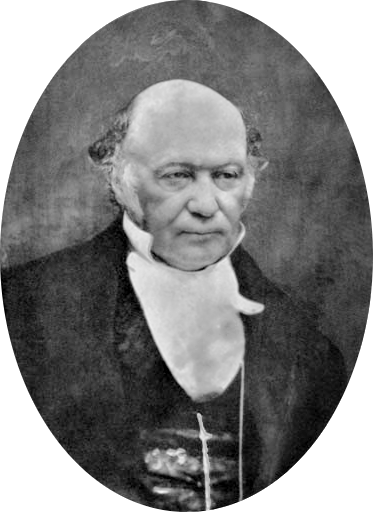
Sir William Rowan Hamilton

En mathématiques, un biquaternion (ou quaternion complexe) est un élément de l'algèbre des quaternions sur les nombres complexes. Le concept d'un biquaternion fut mentionné la première fois par William Rowan Hamilton au XIXe siècle.
William Kingdon Clifford utilisa le même nom à propos d'une algèbre différente.
Il y a aussi une autre notion de biquaternions, distincte : une algèbre de biquaternions sur un corps commutatif K est une algèbre qui est isomorphe au produit tensoriel de deux algèbres de quaternions sur K (sa dimension est 16 sur K, et non pas 8 sur R).

## Définition
Soit {\displaystyle {1,i,j,k}\,}, la base pour les quaternions (réels), et soient {\displaystyle u,v,w,x\,} des nombres complexes, alors
{\displaystyle q=u+vi+wj+xk}
est un biquaternion. Les scalaires complexes sont supposés commuter avec les vecteurs de la base des quaternions (c.-à-d. vj = jv). En opérant judicieusement avec l'addition et la multiplication, en accord avec le groupe des quaternions, cette collection forme une algèbre à 4 dimensions sur les nombres complexes. L'algèbre des biquaternions est associative, mais pas commutative. 
L'algèbre des biquaternions peut être considérée comme un produit tensoriel {\displaystyle \mathbb {C} \otimes \mathbb {H} } où {\displaystyle \mathbb {C} } est le corps des nombres complexes et {\displaystyle \mathbb {H} } est l'algèbre des quaternions réels.

## Place dans la théorie des anneaux

### Représentation linéaire
Notez que le produit matriciel
{\displaystyle {\begin{pmatrix}i&0\\0&-i\end{pmatrix}}{\begin{pmatrix}0&1\\-1&0\end{pmatrix}}} = {\displaystyle {\begin{pmatrix}0&i\\i&0\end{pmatrix}}}
où chacune de ces matrices possède un carré égal au négatif de la matrice identité.
Lorsque le produit matriciel est interprété comme {\displaystyle ij=k}, on obtient alors un sous-groupe du groupe des matrices qui est isomorphe au groupe des quaternions. En conséquence,
{\displaystyle {\begin{pmatrix}u+iv&w+ix\\-w+ix&u-iv\end{pmatrix}}} représente le biquaternion q.
Étant donné une matrice complexe 2×2 quelconque, il existe des valeurs complexes u, v, w et x pour la tourner dans cette forme, c’est-à-dire que l'anneau de matrices (en) est isomorphe à l'anneau des biquaternions.

### Plan complexe alternatif
Supposons que nous prenions w purement imaginaire, {\displaystyle w=b\iota }, où {\displaystyle \iota ~\iota =-1}. (Ici, on utilise {\displaystyle \iota \,} à la place de i pour l'imaginaire complexe pour le distinguer du quaternion i.) 
Maintenant, lorsque r = w j, alors son carré est
En particulier, lorsque b = 1 ou –1, alors {\displaystyle r^{2}=+1}. Ce développement montre que les biquaternions sont une source de « moteurs algébriques » comme r qui élevé au carré donne +1. Alors {\displaystyle \{a+b~\iota ~j\mid a,b\in \mathbb {R} \}} est un sous-anneau des biquaternions isomorphe à l'anneau des nombres complexes fendus.

## Application en physique relativiste
L'équation de Dirac permet une modélisation du changement de spin de l'électron et l'introduction du positron par une nouvelle théorie du moment cinétique orbital

### Présentation du groupe de Lorentz
Les biquaternions {\displaystyle \sigma _{1}:=\iota k}, {\displaystyle \sigma _{2}:=\iota j} et {\displaystyle \sigma _{3}:=-\iota i} ont été utilisés par Alexander Macfarlane et plus tard, sous leur forme matricielle par Wolfgang Pauli. Elles ont été connues sous le nom de matrices de Pauli. Elles ont chacune pour carré la matrice identité et par conséquent la sous-algèbre {\displaystyle \{a+b~\sigma \mid a,b\in \mathbb {R} \}} engendrée par l'une d'entre elles dans l'anneau des biquaternions est isomorphe à l'anneau des nombres complexes fendus. Par conséquent, une matrice de Pauli {\displaystyle \sigma } engendre un groupe à un paramètre {\displaystyle \{\exp(a\sigma )\mid a\in \mathbb {R} \}} dont les actions sur la sous-algèbre sont des rotations hyperboliques.
Le groupe de Lorentz est un groupe de Lie à six paramètres, trois paramètres (c.-à-d. les sous-groupes engendrés par les matrices de Pauli) sont associés avec les rotations hyperboliques, quelquefois appelées « boosts ».
Les trois autres paramètres correspondent aux rotations ordinaires dans l'espace, une structure des quaternions réels connue sous le nom de quaternions et rotation dans l'espace. La vue habituelle par une forme quadratique de cette présentation est que u2 + v2 + w2 + 
x2 = q q* est conservée par le groupe orthogonal sur les biquaternions lorsqu'il est vu comme {\displaystyle \mathbb {C} ^{4}}.
Lorsque u est réel et v, w et x sont des imaginaires purs, on obtient le sous-espace {\displaystyle \mathbb {R} ^{4}} qui convient pour modéliser l'espace-temps.